# Nils Menck
Nils-Frederik Menck (* 8. September 1982) ist ein ehemaliger deutscher Basketballspieler.

## Werdegang
Menck spielte im Nachwuchs der TSG Söflingen, dann des SV Oberelchingen und 2001/02 für dessen Herrenmannschaft in der 2. Basketball-Bundesliga. 2002 wechselte er zum 1. FC Kaiserslautern, mit dem der 2,03 Meter große Flügelspieler in der 2. Bundesliga antrat. Er verfügte über ein Zweitspielrecht für Einsätze mit der Regionalligamannschaft SG Dürkheim/Speyer.
2004 veränderte sich Menck innerhalb der 2. Bundesliga Süd von Kaiserslautern zum USC Freiburg. Dort blieb er vier Jahre, 2008 stieß er zur Mannschaft von Starwings Basket Regio Basel und trat in der Saison 2008/09 in der Schweizer Nationalliga A an. Hernach war der über Stärken im Wurf verfügende Menck in der 2. Bundesliga ProA Leistungsträger der Kirchheim Knights und trug in der Saison 2011/12 dazu bei, dass die Mannschaft mit der Vizemeisterschaft in der zweithöchsten deutschen Spielklasse die bis dahin erfolgreichste Saison der Vereinsgeschichte bestritt. Im Sommer 2012 trennten sich Menck und die Kirchheimer. Er nahm ein Angebot des Zweitligakonkurrenten BG Karlsruhe an, für den er in den Spieljahren 2012/13 sowie 2013/14 auflief. Überschattet war Mencks Aufenthalt in Karlsruhe von Verletzungssorgen, im Vorfeld der Saison 2014/15 unterschrieb er beim USC Heidelberg und wurde bei dem Zweitligisten wieder Spieler von Trainer Branislav Ignjatovic, mit dem er ebenfalls in Kirchheim zusammenarbeitete.
Im Sommer 2015 verließ Menck den Profibereich und wechselte zum SV Fellbach in die 2. Regionalliga. 2016 stieg er mit der Mannschaft in die 1. Regionalliga auf und blieb bis 2018 Teil des Fellbacher Aufgebots. Von 2018 bis 2021 spielte er bei PKF Stuttgart (erst in der Ober-, dann in der Regionalliga) und beendete dann seine Basketball-Laufbahn.